# Ernst Reitermaier
Ernst Reitermaier (26 dicembre 1918 – 4 maggio 1993) è stato un calciatore austriaco, di ruolo attaccante.

## Carriera
Fu capocannoniere del campionato austriaco nel 1942 assieme a Franz Jelinek.

## Palmarès

### Club

#### Competizioni nazionali
- Campionato austriaco: 1

Wacker Vienna: 1946-1947
- Coppa d'Austria: 1

Wacker Vienna: 1946-1947